# 9 avril 1952
Le mercredi 9 avril 1952 est le 100e jour de l'année 1952.

## Naissances
- Brenda Chamberlain, femme politique canadienne
- Bruce Robertson, joueur de rugby néo-zélandais
- Christine Korsgaard, philosophe américaine
- Jerzy Szmajdziński (mort le 10 avril 2010), homme politique polonais
- John Fogarty, prêtre catholique irlandais
- Michel Sapin, politicien français
- Pierre Rehov, réalisateur journaliste et romancier franco-israélien
- Robert Clark, écrivain américain
- Silvio Fazio, écrivain italien
- Ted Tally, scénariste américain

## Décès
- Carl von Kraus (né le 20 avril 1868), philologue autrichien
- Ellen Roosval von Hallwyl (née le 29 juillet 1867), artiste suédoise
- François Cogné (né le 10 août 1876), sculpteur français

## Événements
- Révolution des forces de gauche en Bolivie (1952-1964). Une révolte populaire porte au pouvoir les dirigeants movimientistas (Mouvement nationaliste révolutionnaire). L’armée, 8000 hommes face aux 50 000 miliciens du MNR, est défaite et pratiquement démantelée. Paz Estenssoro, élu président le 15 avril, la maintient sous le contrôle strict du MNR.